# Rosenolja
Rosenolja är en blandning av flyktiga oljor som fås genom ångdestillering av krossade kronblad från rosor. Rosenolja används vid tillverkning av parfym.
Tillverkningstekniken kommer ursprungligen från Persien (även själva ordet "ros" kommer från Persien) och spred sig sedan genom Arabien och Indien. Numera produceras 70 % till 80 % av all rosenolja i Rosornas dal nära Kazanluk i Bulgarien. Andra tillverkningsställen är Tyskland och Qamsar i Iran. I Bulgarien, Iran och Tyskland används damascenerrosor (Rosa damascena 'Trigintipetala') för tillverkning av rosenolja. I fransk rosenoljeindustri används hundrabladsrosor (Rosa centifolia). 
Oljan är blekgul eller grågul till färgen. Den extraherade oljans vikt är mellan en tretusendel och en sextusendel av blommornas vikt. Detta betyder att det kan behövas 2 000 blommor för att tillverka ett gram olja.
Oljans huvudsakliga beståndsdelar är de doftande alkoholerna geraniol och l-citronellol samt ett doftlöst paraffin, roskamfer.